# Sabat czarownic (obraz Francisca Goi 1823)

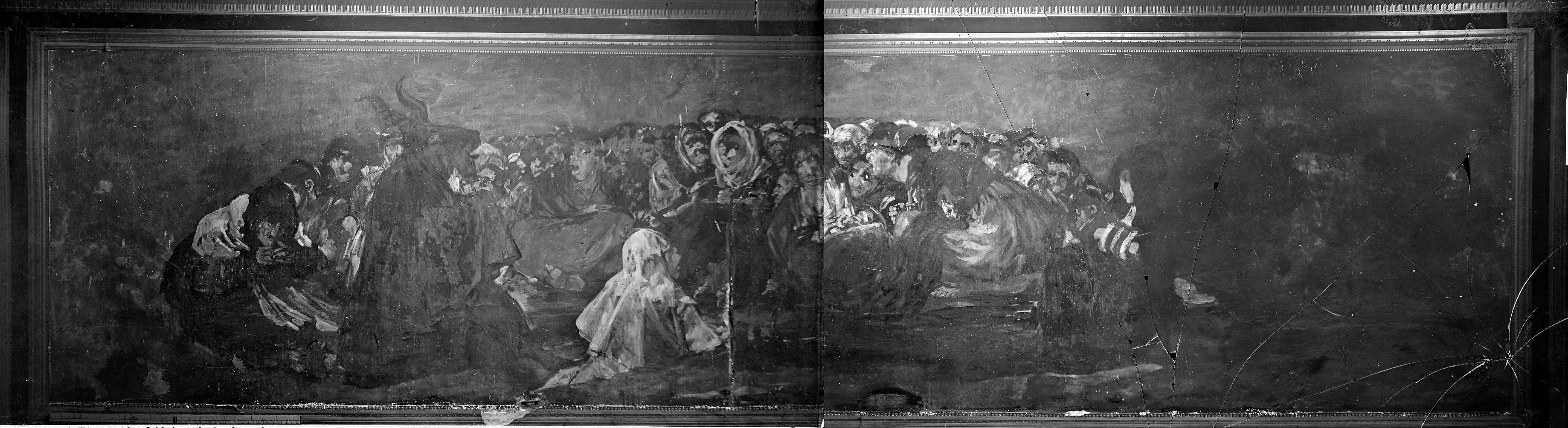
Sabat czarownic na zdjęciu wykonanym przez Jeana Laurenta w domu Goi ok. 1874 r., zanim obraz został przeniesiony na płótno. Widoczny fragment obrazu po prawej stronie, którego nie udało się zachować w czasie zmiany nośnika.

Sabat czarownic lub Wielki kozioł (hiszp. El aquelarre lub El gran Cabrón) – obraz hiszpańskiego malarza Francisca Goi.

## Okoliczności powstania
To dzieło należy do cyklu 14 czarnych obrazów – malowideł wykonanych przez Goyę w latach 1819-23 na ścianach jego posiadłości nazywanej Domem Głuchego (Quinta del Sordo). Zostały one sfotografowane przez Jeana Laurenta, a następnie przeniesione na płótna w latach 1874-78 przez malarza Salvadora Martíneza Cubellsa. Obecnie znajdują się w zbiorach Muzeum Prado. Goya wykonał ten szczególny cykl obrazów na kilka lat przed śmiercią. Wyrażają one jego lęk przed starością i samotnością, są również satyrą na rodzaj ludzki i państwo hiszpańskie.

## Analiza

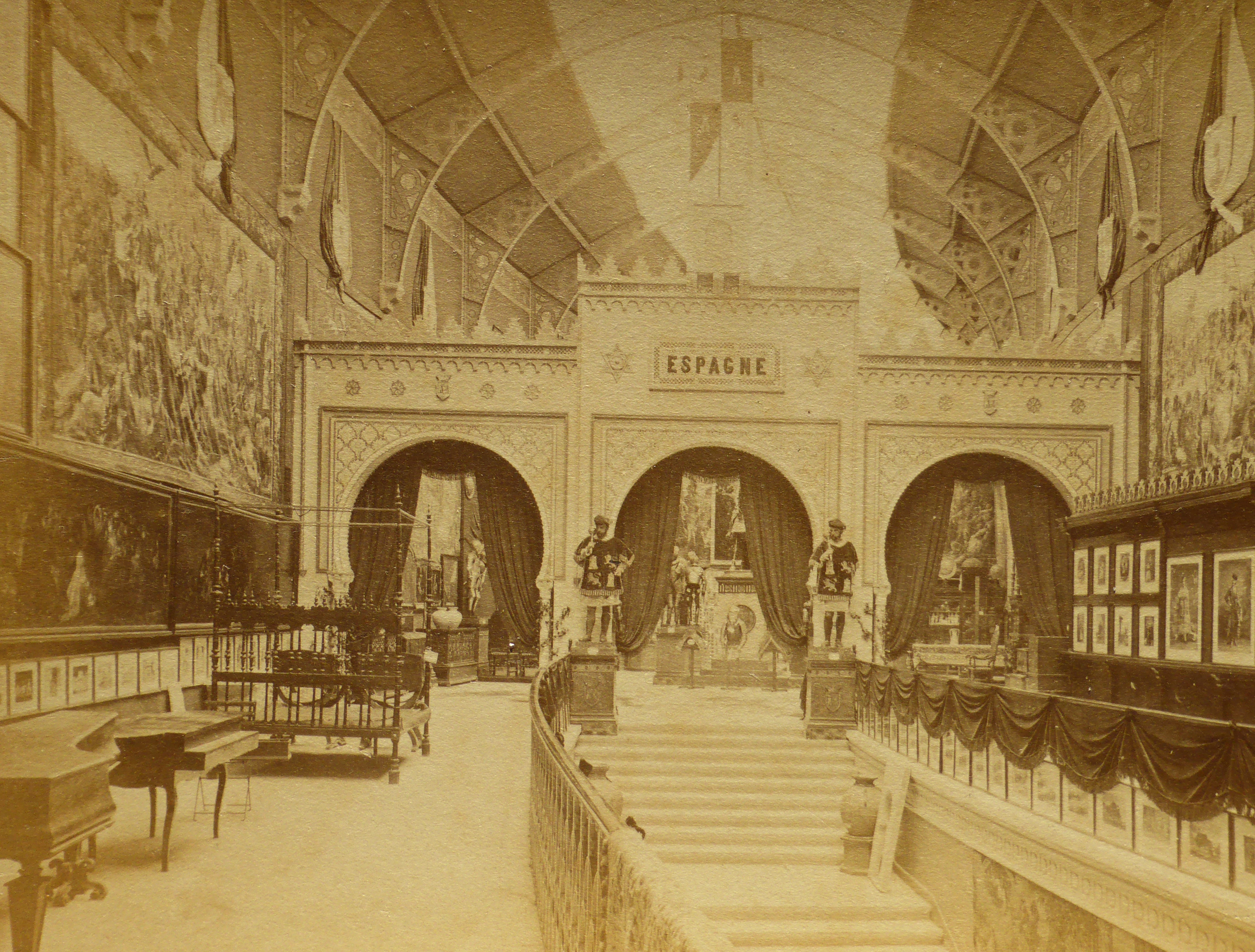
Wystawa światowa w Paryżu, 1878. Po lewej widoczny Sabat czarownic

To dzieło o pokaźnych rozmiarach znajdowało się na jednej ze ścian parteru Quinta del Sordo wypełniając przestrzeń pomiędzy dwoma oknami. W trakcie przenoszenia na płótno część obrazu po prawej stronie (widoczna na zdjęciu Jaena Laurenta) uległa zniszczeniu. Usunięcie tej części malowidła przesunęło pierwotną oś symetrii zaburzając tym samym równowagę kompozycji. Wcześniej centralną postacią na obrazie była kobieta w czarnej sukni i białej chuście siedząca naprzeciwko kozła. Po obu jej stronach w podobnej odległości znajdowały się dwa ciemne akcenty – postać kozła po lewej i siedząca na krześle kobieta w welonie po prawej.
Główne postaci na obrazie to kozioł i siedząca po prawej stronie kobieta w czerni. Obie te postaci mają ukryte twarze. Według interpretacji Nigela Glendinninga symbolizujący demona kozioł ma otwarte usta, gdyż zwraca się do siedzącej na krześle kobiety. Zebranie jest rytuałem, podczas którego odbywa się inicjacją kobiety w czerni na wiedźmę. Pozostałe kobiety patrzą na kozła i wydają się z uwagą słuchać jego słów. Jedynie kobieta w białym stroju nowicjuszki patrzy na kobietę w czerni.
Wszystkie postaci są groteskowe, a ich twarze karykaturalne do tego stopnia, że przypominają zwierzęta lub czaszki. Tak jak w przypadku innych czarnych malowideł paleta barw jest bardzo ograniczona, dominuje czerń, ochra i brąz gdzieniegdzie przełamane bielą. To dzieło, podobnie jak cała seria, zawiera elementy właściwe dla XX-wiecznego ekspresjonizmu.
Goya przedstawił ten sam temat na obrazie namalowanym w latach 1797–1798 o tytule Sabat czarownic lub Wielki Kozioł. To dzieło o niewielkich rozmiarach należało do serii sześciu obrazów o tematyce związanej z czarami, wykonanych dla księżnej Osuny.
Do obrazów Goi z kręgiem czarownic nawiązuje utwór Jacka Kaczmarskiego „Sabat czarownic”.